# Wolkow (Familienname)
Wolkow (russisch Волков; weibliche Form Wolkowa, auch transliteriert Volkov, weiblich Volkova, oder Volkoff, gelegentlich auf dem Umweg über das Hebräische Wolkov) ist ein russischer Familienname.

## Bedeutung
Der Name ist eine Ableitung vom Tiernamen Wolf.

## Verbreitung
Wolkow liegt in der Liste der häufigsten Familienname Russlands auf Rang elf.

## Namensträger

### A
- Alexander Alexandrowitsch Wolkow (Regisseur) (1885–1942), russischer Filmregisseur
- Alexander Alexandrowitsch Wolkow (Konstrukteur) (1905–1965), sowjetischer Waffenkonstrukteur
- Alexander Alexandrowitsch Wolkow (Kosmonaut) (* 1948), ukrainisch-sowjetischer Kosmonaut
- Alexander Alexandrowitsch Wolkow (Politiker) (1951–2017), Präsident der Republik Udmurtien
- Alexander Alexandrowitsch Wolkow (Volleyballspieler) (* 1985), russischer Volleyballspieler
- Alexander Anatoljewitsch Wolkow (* 1964), als Oleksandr Wolkow ukrainischer Basketballspieler
- Alexander Jewgenjewitsch Wolkow (* 1988), russischer Mixed-Martial-Arts-Kämpfer
- Alexander Melentjewitsch Wolkow (1891–1977), russischer Schriftsteller
- Alexander Nikolajewitsch Wolkow (1886–1957), sowjetischer Künstler
- Alexander Sergejewitsch Wolkow (* 1978), russischer Skispringer
- Alexander Wladimirowitsch Wolkow (Tennisspieler) (1967–2019), russischer Tennisspieler
- Alexander Wladimirowitsch Wolkow (Eishockeyspieler) (* 1997), russischer Eishockeyspieler
- Alexander Wolkow (Leichtathlet) (* 1976), russischer Sprinter
- Alexei Alexejewitsch Wolkow (1890–1942), sowjetischer Politiker
- Alexei Anatoljewitsch Wolkow (* 1988), russischer Biathlet
- Alexei Wladimirowitsch Wolkow (* 1980), russischer Eishockeytorwart
- Alla Wiktorowna Wolkowa (* 1968), russische Fußballspielerin
- Anatoli Wolkow (Kanute) (* 1961), russischer Kanute
- Anatoli Wolkow (Skilangläufer) (* 1989), russischer Skilangläufer
- Anatoli Alexandrowitsch Wolkow (* 1952), russischer Boxer
- Andrei Walerjewitsch Wolkow (* 1986), russischer Freestyle-Skier
- Andrei Wiktorowitsch Wolkow (* 1948), russischer Künstler
- Anjela Volkova (* 1974), aserbaidschanische Fechterin
- Anna Fjodorowna Wolkowa († 1876), russische Chemikerin
- Anna Nikolajewna Wolkowa (1902–1973), russische Modedesignerin und Spionin

### B
- Bogdan Volkov (* 1989), ukrainischer Sänger (Tenor)

### D
- Dmitri Arkadjewitsch Wolkow (1966–2025), sowjetischer Schwimmer
- Dmitri Wassiljewitsch Wolkow (1925–1996), sowjetisch-ukrainischer theoretischer Physiker

### E
- Eduard Petrowitsch Wolkow (* 1938), russischer Ingenieur
- Ekaterina Volkova (* 1997), finnische Rhythmische Sportgymnastin
- Esteban Volkov (1926–2023), mexikanischer Chemiker und Kurator

### F
- Fjodor Andrejewitsch Wolkow (1898–1954), sowjetisch-russischer Generalleutnant
- Fjodor Grigorjewitsch Wolkow (1729–1763), russischer Schauspieler

### G
- George Michael Volkoff (1914–2000), kanadischer Physiker

### I
- Igor Jurjewitsch Wolkow (* 1959), sowjetischer Schauspieler
- Igor Wladimirowitsch Wolkow (* 1983), russischer Eishockeyspieler
- Ilan Volkov (* 1976), israelischer Dirigent
- Iwan Nikolajewitsch Wolkow (* 1974), russischer Schauspieler

### J
- Jekaterina Gennadjewna Wolkowa (* 1978), russische Leichtathletin
- Jekaterina Jurjewna Wolkowa (* 1974), russische Schauspielerin und Sängerin
- Jekaterina Walerjewna Wolkowa (* 1982), russische Schauspielerin
- Jelena Jurjewna Wolkowa (* 1968), russische Schwimmerin
- Jewgeni Borissowitsch Wolkow (1923–2008), sowjetischer Offizier
- Jewgenija Dmitrijewna Wolkowa (* 1987), russische Biathletin
- Julija Olegowna Wolkowa (* 1985), russische Popsängerin
- Juri Alexandrowitsch Wolkow (1937–2016), sowjetischer Eishockeyspieler
- Juri Stepanowitsch Wolkow, sowjetischer Marathonläufer

### K
- Kirill Jewgenjewitsch Wolkow (* 1943), russischer Komponist
- Konstantin Jurjewitsch Wolkow (* 1960), sowjetischer Stabhochspringer und Politiker
- Konstantin Nikolajewitsch Wolkow (* 1985), russischer Eishockeyspieler
- Konstantin Sergejewitsch Wolkow (* 1907), sowjetischer Schriftsteller

### L
- Leonid Andrejewitsch Wolkow (1893–1976), sowjetisch-russischer Theaterregisseur
- Leonid Iwanowitsch Wolkow (1934–1995), sowjetisch-russischer Eishockeyspieler
- Leonid Michailowitsch Wolkow (Regisseur) (1934–2013), russischer Regisseur, Kameramann und Drehbuchautor
- Leonid Michailowitsch Wolkow (* 1980), russischer Politiker, Bürgerrechtler, Dissident und Vertrauter des Kreml-Kritikers Alexei Nawalny

### M
- Mstislav V. Volkov (1923–1996), russischer Mediziner

### N
- Nikolai Dimitrijewitsch Wolkow (1894–1965), sowjetischer Dramatiker, Librettist und Kritiker
- Nikolai Nikolajewitsch Wolkow (Schauspieler, 1902) (der Ältere; 1902–1985), sowjetischer Schauspieler
- Nikolai Nikolajewitsch Wolkow (Ethnologe) (1904–1953), sowjetischer Ethnologe
- Nikolai Nikolajewitsch Wolkow (Schauspieler, 1934) (der Jüngere; 1934–2003), sowjetisch-russischer Schauspieler
- Nikolai Wassiljewitsch Wolkow (* 1952), sowjetischer und russischer Kameramann
- Nikolai Volkoff (1947–2018), kroatischer Wrestler
- Nora Volkow (* 1956), US-amerikanische Hirnforscherin

### O
- Olha Wolkowa (* 1986), ukrainische Freestyle-Skierin
- Oleg Wassiljewitsch Wolkow (1900–1996), russischer Schriftsteller
- Oleksandr Wolkow (* 1964), ukrainischer Basketballspieler

### P
- Patricia Volkow (* 1957), mexikanische Ärztin und AIDS-Expertin
- Peter Wolkow († 1516), deutscher Geistlicher, Bischof von Schwerin

### S
- Sergei Alexandrowitsch Wolkow (* 1973), russischer Kosmonaut
- Sergei Jewgenjewitsch Wolkow (* 2002), russischer Fußballspieler
- Sergei Nikolajewitsch Wolkow (1949–1990), russischer Eiskunstläufer
- Sergei Walerjewitsch Wolkow (* 1987), russischer Freestyle-Skier
- Sergei Wiktorowitsch Wolkow (* 1974), russischer Schachspieler
- Sergei Wladimirowitsch Wolkow (* 1955), russischer Historiker
- Sergej Wolkow (Fußballspieler) (* 1988), kasachischer Fußballspieler
- Shulamit Volkov (* 1942), israelische Historikerin
- Sinaida Lwowna Wolkowa (1901–1933), russische Revolutionärin
- Stanislaw Wolkow (* 1988), russischer Radsportler

### V
- Vera Wolkowa (auch Volkova; 1904–1975), russische Tanzpädagogin
- Verónica Volkow (* 1955), mexikanische Dichterin, Kunstkritikerin und Übersetzerin
- Vladimir Volkoff (1932–2005), französischer Schriftsteller
- Vladimir Volkov (* 1986), serbisch-montenegrinischer Fußballspieler

### W
- Vaclovas Wolkow  (1947–2021), litauischer Politiker, Bürgermeister von Šiauliai, siehe Vaclovas Volkovas
- Waleri Jakowlewitsch Wolkow (* 1947), sowjetisch-russischer Springreiter
- Wladimir Alexandrowitsch Wolkow (* 1960), russischer Jazzmusiker
- Wladimir Konstantinowitsch Wolkow (1930–2005), russischer Historiker
- Wladimir Wassiljewitsch Wolkow (1921–1986), sowjetischer Zehnkämpfer
- Wladimir Wolkow (Eishockeyspieler) (Wladimir Maximowitsch Wolkow; * 1996), kasachischer Eishockeyspieler
- Wladislaw Nikolajewitsch Wolkow (1935–1971), sowjetischer Kosmonaut